# Lacerta media
Lacerta media este o specie de șopârle din genul Lacerta, familia Lacertidae, ordinul Squamata, descrisă de Amédée Louis Lantz și Cyrén în anul 1920. A fost clasificată de IUCN ca specie cu risc scăzut.

## Subspecii
Această specie cuprinde următoarele subspecii:
- L. m. ciliciensis
- L. m. isaurica
- L. m. israelica
- L. m. media
- L. m. wolterstorffi

## Galerie

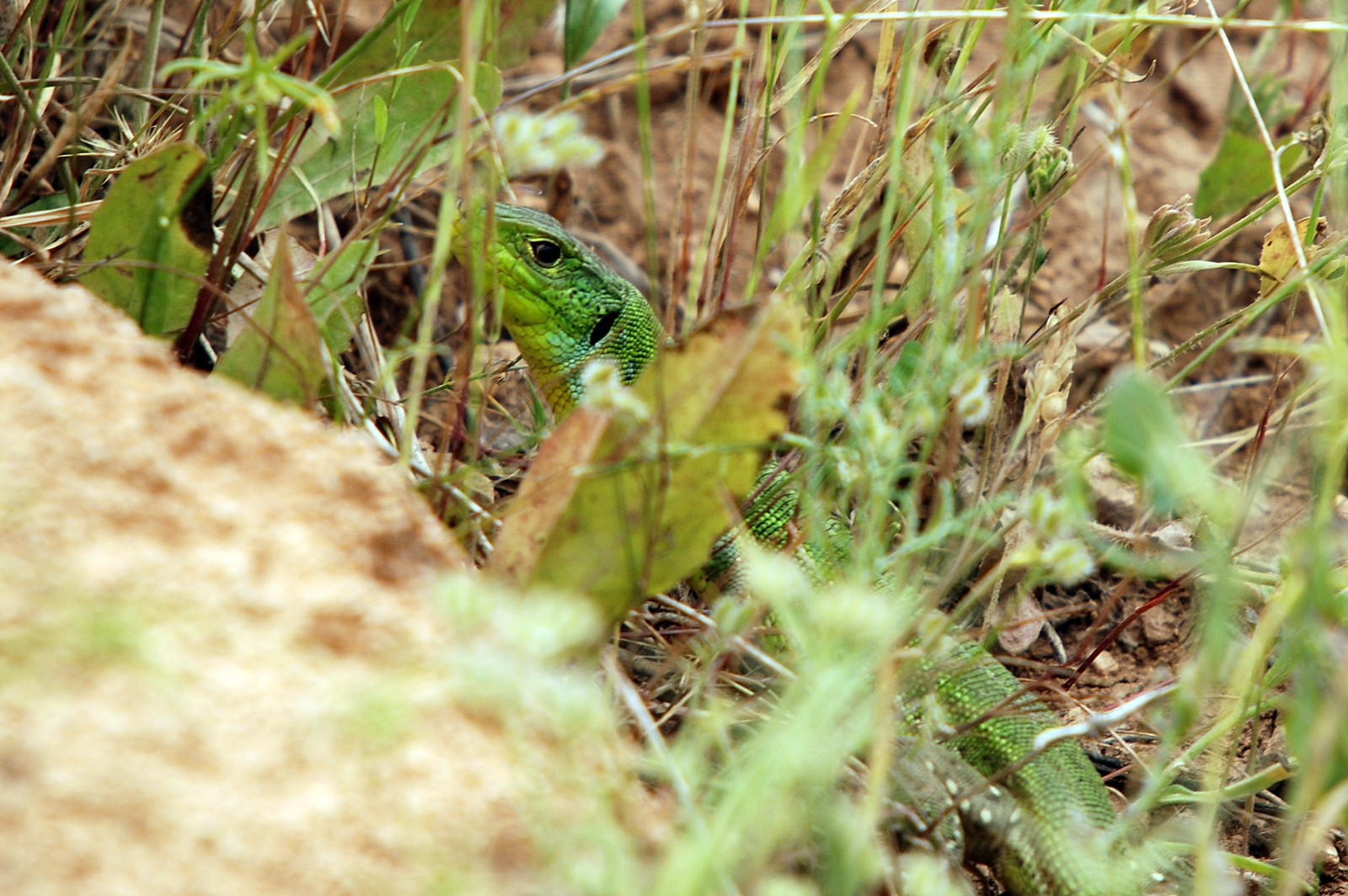